# Sant Andreu de la Parròquia d'Hortó
Sant Andreu de la Parròquia d'Hortó és un edifici religiós del municipi de Ribera d'Urgellet (Alt Urgell) protegit com a bé cultural d'interès local. És un edifici religiós d'una nau amb capelles laterals. Coberta amb volta de canó. Construcció rústega de pedres no en filades, unides amb fang. Porta adovellada i campanar de paret a la façana est.

## Descripció
Església d'una sola nau capçada a ponent amb capçalera plana i coberta amb volta de canó que neix d'un fris motllurat de guix que recorre tota la longitud de la nau i que és dividida en dues seccions per un arc toral que es perllonga per sota sobre els murs laterals de la nau, a través de dues pilastres de secció rectangular.
L'àmbit presbiteral, més estret i més baix que la nau, s'obre a aquesta a través d'un arc de mig punt i és cobert amb volta de canó. Així mateix, es troba sobreelevat amb relació a la nau i al seu mur nord s'obre la porta de la sagristia.
A banda i banda de la nau s'obren dues parelles de profundes capelles laterals en arc de mig punt. Són de planta rectangular i també estan cobertes amb volta de canó. Als peus de la nau hi ha un cor de fusta en alt, sobre una plataforma d'obra que es recolza sobre bigues de fusta. L'interior de l'església és arrebossat i pintat de color blanc. En alguns sectors, com ara el mur del fons de les capelles laterals i el frontal de l'arc presbiteral, s'ha prescindit d'aquest arrebossat i s'ha mantingut la pedra vista amb finalitats estètiques.
L'accés a l'església es troba a la façana de llevant, que és la façana principal del temple. La porta és en arc de mig punt, adovellada, amb dovelles de pedra sorrenca, i centrada a l'eix de simetria de la façana. Aquesta porta es troba a una certa alçada en relació al carrer i s'hi accedeix a través d'una escalinata de pedra que aporta una certa monumentalitat al conjunt. Just a sobre de la porta hi ha una fornícula on actualment hi ha la Mare de Déu amb l'Infant, i on anteriorment hi havia hagut una altra imatge de la titularitat de la qual no hi ha memòria. Una mica més amunt, més o menys a mitjan alçada de la façana, s'obre un ull de bou circular. Coronant la façana de llevant, hi trobem l'element més singular, de fet, de tota l'església. Es tracta d'un potent campanar d'espadanya, que dobla pràcticament l'alçada de la nau i que ocupa tota l'amplària de la façana. El campanar és de dos ulls i presenta dues campanes de grans dimensions. Una coberta de llosa de doble vessant remata aquest campanar. El parament de la façana de llevant, repicat durant la darrera restauració de la dècada de 1990, és força irregular i, en altres façanes presenta traces d'haver estat arrebossat. La coberta de la nau és la llosa i a doble vessant, mentre que les naus laterals, evidents en planta des de l'exterior, presenten una coberta també de llosa, però a un sol vessant.
Tot i que no coneixem cap constància documental que aporti alguna aproximació a la cronologia de l'església, la disposició dels seus elements i determinats elements ornamentals ens inclinen a fer pensar en un estil barroc molt local, que podria haver estat executat durant els segles XVII o XVIII.

## Història
Les primeres notícies conegudes del lloc d'Hortó daten dels anys 1030 i 1066. En elles Ortone o Ortes figura com a límit d'alous situats a les vila d'Eres i a Sant Tirs.
El testament de Guillem Bernat, de 1116, consta un llegat de tes mancusos per a l'església de Sant Andreu de Laortó, que segles després, apareix en la relació de les esglésies del bisbat d'Urgell visitades per manament de l'arquebisbe de Tarragona els anys 1312 i 1314. En el cens de 1365-1370 la parròquia de Laurtó hi figura amb 15 focs eclesiàstics, és a dir, que depenien de l'Església. A l'Spill manifest de totes les coses del vescomtat de Castellbò, redactat l'any 1519, el lloc de la Parròquia d'Hortó consta dins del quarter primer del vescomtat, tot i que s'especifica que és del capítol catedralici de la Seu d'Urgell i que el vescomte només en té la salvaguarda. Al segle xix encara era de la jurisdicció del capítol dels canonges de la Seu d'Urgell.
Sembla que la primitiva parròquia de Sant Andreu d'Hortó hauria estat situada en l'indret on, actualment, hi ha l'església romànica en ruïnes de Sant Pere de la Parròquia i que posteriorment, per motius que no resten clars, s'hauria traslladat la població a l'emplaçament actual, on seria bastit el nou edifici que seria dedicat a Sant Andreu. Actualment, la Parròquia d'Hortó depèn des del punt de vista eclesiàstic de la parròquia d'Adrall, o l'església de Sant Andreu fou restaurada amb la promoció del seu propi rector, Mn. Fermí Casals, l'any 1996.